# Teatro Giuseppe Verdi (Ferrara)
L'ex teatro Giuseppe Verdi è stato un teatro di Ferrara.

## Storia

### Il Castel Nuovo

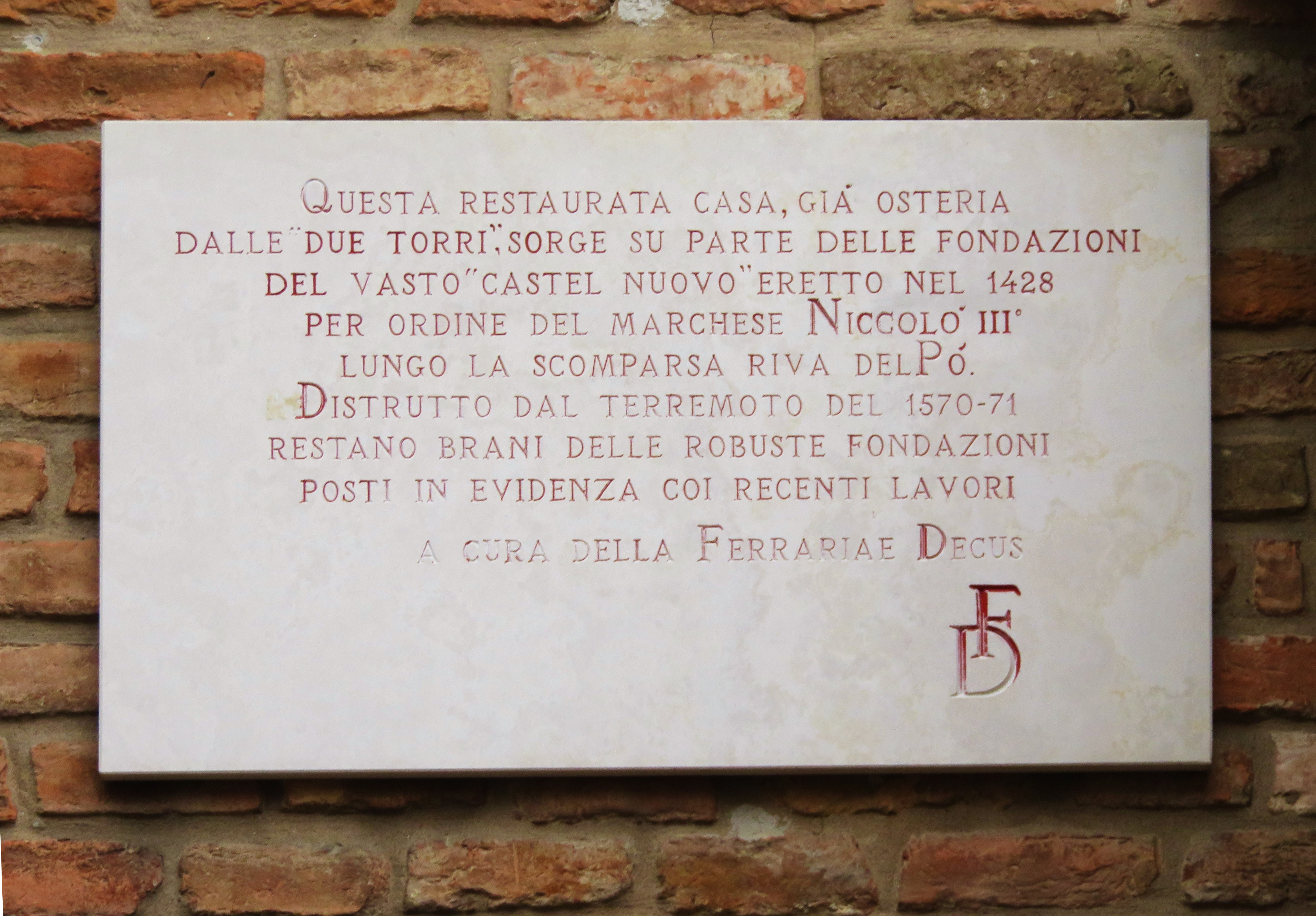
Targa in via Spronello, a Ferrara, che ricorda l'antico Castel Nuovo

Dove si trova l'ex teatro Verdi anticamente sorgeva un fortilizio che occupava gran parte dell'isolato. Era chiamato Castel Nuovo e anche Fortezza di Sant'Agnese, e venne costruito nel 1428 per ordine del marchese Niccolò III d'Este dall'architetto Giovanni da Siena. Fu utilizzato saltuariamente dagli estensi anche come residenza, Ricciarda di Saluzzo vi abitò per poco, nel 1431, prima di sposare Nicolò III, e Borso d'Este lo utilizzò durante un periodo di malattia. Vi morì nel 1520 il cardinale Ippolito d'Este e nel 1562, per ordine di Alfonso II d'Este, il Castel Nuovo fu in parte smantellato e poi definitivamente demolito a causa dei danni subiti col terremoto di Ferrara del 1570. Alcuni resti del complesso fortificato sono stati ritrovati e messi in luce nel 1974-75 durante alcuni lavori di ristrutturazione, così come ricorda una lapide in via Spronello.

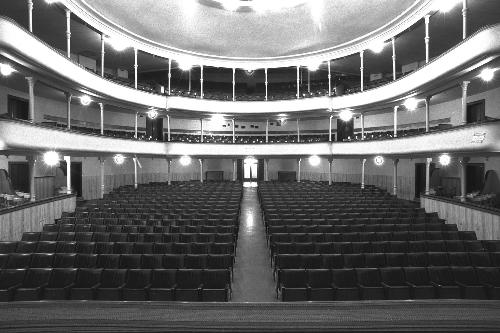
Platea del teatro quando era aperto al pubblico

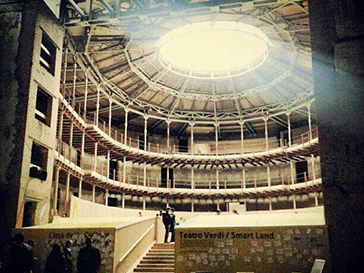
interno del teatro nel 2013

### Il teatro degli Obizzi
Poi l'area di San Lorenzo venne utilizzata per il teatro dell'Accademia degli Intrepidi, quindi dal teatro degli Obizzi, realizzato da Carlo Pasetti e inaugurato nel 1660 in occasione dell'arrivo a Ferrara del cardinale Frasone, nuovo legato pontificio, con la Dafne di Pio Enea II Obizzi.
L'antico teatro degli Obizzi, dopo il 1674 e con la morte di Pio Enea II, rimase inattivo per alcuni anni e fu distrutto da un incendio nel giugno 1679. Le rovine rimasero in loco fino al primo decennio dell'Ottocento, quando furono utilizzate per completare il ponte di San Paolo.

### L'arena Tosi-Borghi
L'area così liberata diede luogo alla piazza Nuova, in seguito intitolata a Giuseppe Verdi, nella cui parte meridionale sorse un teatro popolare, chiamato Arena Tosi-Borghi. Fin dal 1855 il Consiglio della Comunità di Ferrara aveva discusso sulla possibilità di dotare la città di un'arena o teatro diurno stabile, di cui vi era necessità essendo state fino ad allora utilizzate a tale scopo solo sedi provvisorie. L'anno successivo fu approvato il progetto dell'ingegnere Antonio Tosi Foschinidi e presentato da Giulio Tosi Borghi (capomacchinista del Teatro comunale che aveva già realizzato in passato un'arena provvisoria) per costruire di un anfiteatro per pubblici divertimenti diurni. 
Il 14 giugno 1857, con uno spettacolo dato dalla Compagnia drammatica Chiari, fu inaugurata questa arena, scoperta con platea circolare protetta da una ringhiera e con una loggia. L'anno successivo fu coperta da un grande telone (velario) per proteggere gli spettatori dalla pioggia e dal sole, in seguito sostituito da un vero tetto e dotata di una seconda loggia sorretta da colonne lignee. 
Durante il rigido inverno del 1870-1871 un'abbondante nevicata provocò un crollo piuttosto importante del soffitto ligneo, tanto che venne integralmente sostituito con un grande coperto a vetri con l'armatura di ferro, mentre le colonne in legno furono sostituite con altre in ghisa e due anni dopo fu dotata di un nuovo sipario dipinto da Giuseppe Migliari. Tra la fine dell'Ottocento e gli inizi del Novecento questo teatro, che complessivamente poteva contenere 1700 spettatori (tra posti in piedi e a sedere), era costituito dal palcoscenico, da un partèrre diviso in due parti, (una occupata da undici file di scanni e l'altra dalla platea), inoltre vi erano tre gallerie, anche se una era quasi a livello degli scanni.

### Il nuovo teatro Giuseppe Verdi
Nel 1912 l'Arena fu acquisita, mediante asta pubblica, da nuovi proprietari che affidarono agli ingegneri Fausto Finzi e Antonio Mazza, la trasformazione della struttura in un vero e proprio teatro. Furono ampliati il palcoscenico (dotato di spaziosi camerini), la sala e, abbattuta la tradizionale ringhiera, furono eretti palchi e barcacce, aumentando così la capienza del teatro da 1700 a 2000 spettatori. 
La prima galleria fu costruita a sbalzo con parapetto bombato mentre la seconda fu resa più profonda. Il nuovo velario blu e oro era in tinta con le tappezzerie, inoltre fu introdotto un sipario réclame. La realizzazione del lucernaio fu affidata al polacco Guido Marussig, le decorazioni in stucco bianco e oro (attualmente non più presenti) furono opera della veneziana Lina Zanetti e del ferrarese Cleonte Chianarelli; dal ridotto si accedeva ad un nuovo caffè e ad un elegante fumoir. 
Il nuovo teatro fu intitolato a Giuseppe Verdi, di cui ricorreva il centenario della nascita, e inaugurato con la messa in scena di Aida il 13 maggio 1913. Il prospetto principale del teatro Verdi, come già la vecchia Arena Tosi-Borghi, si affacciò sulla "strada di Castel Nuovo" ed in parte anche sulla piazza, ma fu parzialmente modificato rispetto al precedente, mentre quasi trent'anni dopo venne rinnovata anche l'entrata principale, caratterizzata dal paramento in marmo bianco attuale.
Il teatro Verdi visse, fino alla seconda guerra mondiale, un periodo di vivacità teatrale, che proseguì per qualche tempo anche nel dopoguerra, con la partecipazione in alcune occasioni di celebri compagnie d'avanspettacolo e famosi attori.
Negli ultimi decenni di attività il teatro, che poco prima della sua chiusura aveva una capienza di 1400 posti, subì un progressivo declino, perché si poteva assistere ad avanspettacoli artisticamente poco attraenti, sempre uniti a una proiezione cinematografica, fino alla chiusura del Verdi avvenuta definitivamente nel 1985.

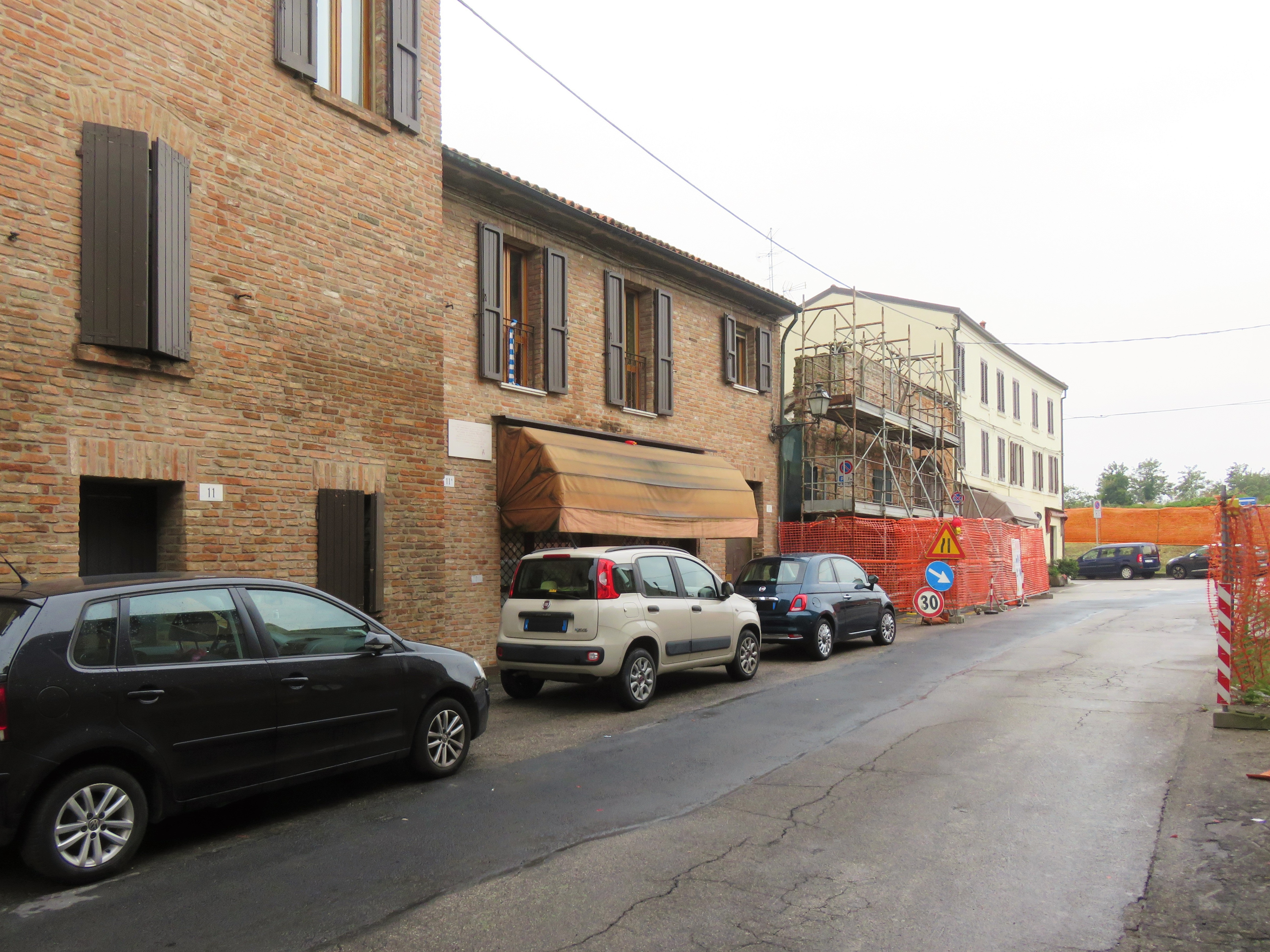
Lavori in via Spronello e nelle zone vicine, a Ferrara, alla fine del 2018

## Situazione
Dalla fine degli anni 80 del secolo scorso iniziò un progressivo deterioramento dell'immobile, di proprietà privata, che riguardò anche le zone limitrofe. Nel gennaio del 1999 il teatro fu acquisito dal Comune di Ferrara per avviare l'opera di recupero del complesso da riconvertire (anche su suggerimenti del maestro Claudio Abbado) in auditorium. Anche il quartiere dove si trova l'ex teatro venne interessato da opere di riqualificazione urbana.